# Ich will
Ich will – utwór niemieckiego zespołu Rammstein, pochodzący z albumu Mutter. Niemiecka wersja singla „Ich will” została wydana 10 września 2001, a angielska – 13 maja 2002. 
Fragmenty utworu wykorzystała stacja Ale Kino! w spocie reklamującym premiery filmowe kanału na luty 2007 roku. Oprócz „Ich will” wykorzystano także fragment „Feuer frei!”.
Teledysk do piosenki można znaleźć na płycie DVD Rammsteinu Lichtspielhaus.

## Spis utworów
2-track CD
1. Ich will (wersja albumowa)
2. Ich will (wersja koncertowa)

Maxi-Single
1. Ich will (wersja albumowa) (3:37)
2. Ich will (wersja koncertowa) (4:17)
3. Ich will (Westbam Mix) (6:20)
4. Ich will (Paul van Dyk Mix)  (6:13)
5. Pet Sematary (na żywo, razem z Clawfinger) (6:31)
6. Ich will (Live CD-R Track) (4:20)

UK CD Part 1 (czerwona okładka)
1. Ich will (wersja radiowa)
2. Links 2 3 4 (Clawfinger Geradeaus Remix)
3. Du hast (Jacob Hellner Remix)
4. Ich will (teledysk)

UK CD Part 2 (zielona okładka)
1. Ich will (wersja radiowa)
2. Halleluja
3. Stripped (Heavy Mental Remix By Charlie Closer)

UK CD Part 3 (pomarańczowa okładka)
- Ich will (Live Video Version) – DVD
- 4 X 30 Seconds Video Clips
  - Bück dich
  - Rammstein
  - Wolt ihr das bett in flammen sehen?
  - Asche Zu Asche
- Photo Gallery
- 2 x Audio Tracks
  - Feuerrader (wersja demo z 1994)
  - Rammstein (wersja koncertowa)